# Claude Netter
Claude Netter (Párizs 7. kerülete, 1924. október 23. – Neuilly-sur-Seine, 2007. június 13.) olimpiai és világbajnok francia tőrvívó.